# ...ma il terrore rimane
...ma il terrore rimane (Fear is the same) è un romanzo giallo del 1956 scritto da John Dickson Carr (con lo pseudonimo di Carter Dickson); è uno dei suoi mystery di ambientazione storica.

## Trama
Londra, poco dopo la guerra. Philip Clavering è un giovane appassionato di storia, che tuttavia fa il pugile con successo (è a un passo dal titolo dei Pesi Medi) per ragioni economiche, soprattutto per mantenere la dispotica moglie. Viene però accusato di aver assassinato la di lei cameriera, che in un impeto di rabbia avrebbe scambiato per l'odiata consorte. Scappa quindi insieme alla ragazza di cui è veramente innamorato, l'attrice Jennifer Baird, braccati dalla Polizia. Ad un passo dall'essere catturati, lei esprime il desiderio di tornare indietro di centocinquant'anni...e così avviene!
1795. Philip si ritrova nei panni di un suo antenato, lord Glenarvon, un uomo ritenuto da tutti un vigliacco e un debole; invece con il suo carattere Philip inizia presto a far cambiare parere a tutti. Jennifer è una giovane nobildonna che come tutte nel diciottesimo secolo è in attesa di venire maritata all'uomo che la famiglia sceglierà per lei. I due hanno dei ricordi confusi della loro vita del ventesimo secolo (che solo nel corso del racconto riaffioreranno), ricordano solo di amarsi profondamente, e anche nel diciottesimo secolo vorrebbero seguire i propri sentimenti. Ma oltre al matrimonio combinato di Jennifer, c'è un altro problema: Philip è sposato, con la bellissima ma dispotica Chloris, che lo disprezza e lo cornifica di nascosto con il colonnello Thornton, per di più padre del promesso sposo di Jennifer. Tra i due uomini nasce immediatamente una faida che li porta a scontrarsi più volte.
Ma il vero guaio per Philip si presenta quando una notte, irato, fa irruzione nella camera della moglie per chiederle il divorzio, e vi trova invece la di lei cameriera Molly, che gli racconta per la prima volta della relazione di Chloris. Philip beve del vino con lei, poi se ne va e crolla addormentato. Il mattino dopo, però, al suo risveglio fa un'amara scoperta: qualcuno ha strangolato Molly con il cordone di una tenda, e i sospetti si appuntano su di lui! 
La storia si sta ripetendo, e in una continua confusione tra le due epoche, Philip e Jennifer devono scagionarsi da quella ingiusta accusa prima che le autorità mandino lui ad un processo dall'esito scontato. Fortuna che in loro aiuto arriveranno il simpatico deputato e impresario teatrale Sheridan, e nientemeno che George Augustus di Hannover, il principe di Galles...

## Edizioni italiane
- ...ma il terrore rimane, collana I classici del Giallo, traduzione di Anna Maria Francavilla, n. 418, Milano, Arnoldo Mondadori, 1983.
- ...ma il terrore rimane, collana I classici del Giallo, traduzione di Anna Maria Francavilla, n. 1294, Arnoldo Mondadori, 2012.